# Khoixeüt
Khoixeüt (en rus: Хошеут) és un poble (un possiólok) de Calmúquia, a Rússia, segons el cens del 2021 tenia 345 habitants. Pertany al districte municipal d'Oktiabrski.